# I've Got You
« I've Got You » es una canción del cantante estadounidense Marc Anthony, lanzada el 17 de junio de 2002 como segundo sencillo de su sexto álbum de estudio y su segundo álbum de estudio en inglés Mended . Fue un éxito internacional y también el sencillo más exitoso del álbum. También se grabó para el álbum una versión en español titulada, "Te Tengo Aquí".

## Lista de canciones
| CD single |                |          |  |
| N.º       | Título         | Duración |  |
| 18.       | «I've Got You» |          |  |

| Remixes |                |          |  |
| N.º     | Título         | Duración |  |
| 18.     | «I've Got You» |          |  |

## Listas
| Lista (2002)                                       | Mejor posición |
| -------------------------------------------------- | -------------- |
| Australia (ARIA)                                   | 33             |
| Austria (Ö3 Austria Top 40)                        | 46             |
| Canada Radio (Nielsen BDS)                         | 19             |
| Canada AC (Nielsen BDS)                            | 22             |
| Canada CHR/Top 40 (Nielsen BDS)                    | 33             |
| Alemania (Offizielle Deutsche Charts)              | 38             |
| Hungría (Rádiós Top 40)                            | 18             |
| Hungría (Single Top 40)                            | 12             |
| Países Bajos (Mega Single Top 100)                 | 44             |
| Nueva Zelanda (Recorded Music NZ)                  | 22             |
| Suecia (Sverigetopplistan)                         | 30             |
| Suiza (Schweizer Hitparade)                        | 45             |
| Estados Unidos (Billboard Hot 100)                 | 81             |
| Estados Unidos (Adult Contemporary)                | 23             |
| Estados Unidos (Hot Dance Club Songs)              | 22             |
| Estados Unidos (Latin Pop Airplay) "Te Tengo Aquí" | 37             |